# اختبار المرحلة العمرية المبكرة
اختبار المرحلة العمرية المبكرة، والذي يُعرف اختصارا باسم اختبار (ELS)، هو اختبار يقيس مدى السمية المزمنة باستخدام مراحل الحياة المبكرة لبعض الكائنات الحية الحساسة مثل الأجنة أو اليرقات بهدف التنبؤ بتأثير المواد السامة على الكائنات الحية. طُورت اختبارات المرحلة العمرية المبكرة لتكون أسرع وأكثر فعالية من حيث التكلفة من اختبارات دورة الحياة الكاملة، حيث تستغرق في المتوسط من 1 إلى 5 أشهر لإكمالها مقارنة بفترة تتراوح ما بين 6-12 شهرًا لإكتمال اختبار دورة الحياة. ويشيع استخدام اختبارات المرحلة العمرية المبكرة في علم السموم المائية، وخاصة في حالة الأسماك. يُعتبر حد النمو وحد البقاء هما نقطتا النهاية المقاسة عادةً، والتي يمكن من خلالها تقدير الحد الأقصى المقبول لتركيز المادة السامة. تسمح اختبارات المرحلة العمرية المبكرة باختبار أنواع الأسماك التي لا يمكن دراستها بطريقة أخرى بسبب طول العمر أو متطلبات التفريخ أو الحجم. تُستخدم العديد من الهيئات التنظيمية، والتي من بينها وكالة حماية البيئة الأمريكية، ووكالة البيئة الكندية، بالإضافة إلى منظمة التعاون الاقتصادي والتنمية اختبارات المرحلة العمرية المبكرة كجزء من تقييمات المخاطر البيئية.

## الاستخدامات التنظيمية
يعد دليل اختبارات المرحلة العمرية المبكرة للأسماك الخاص بإرشادات منظمة التعاون الاقتصادي والتنمية لاختبار المواد الكيميائية هو الاختبار الأساسي المستخدم دوليًا لتقدير مدى السمية المزمنة بالنسبة للأسماك. وتعد اختبارات المرحلة العمرية المبكرة للأسماك جزءًا من مجموعة اختبارات قياس مدى السمية شبه المميتة للنفايات السائلة، والتي تستخدمها وزارة البيئة الكندية في مراقبة التأثيرات البيئية. ويعتبر اختبار المرحلة العمرية المبكرة للأسماك إجراءًا مطلوبًا وموصى به من جانب وكالة حماية البيئة الأمريكية لاختبار ومراقبة المواد الكيميائية التي يتم إطلاقها في الأنظمة المائية.